# Экспансионистский национализм

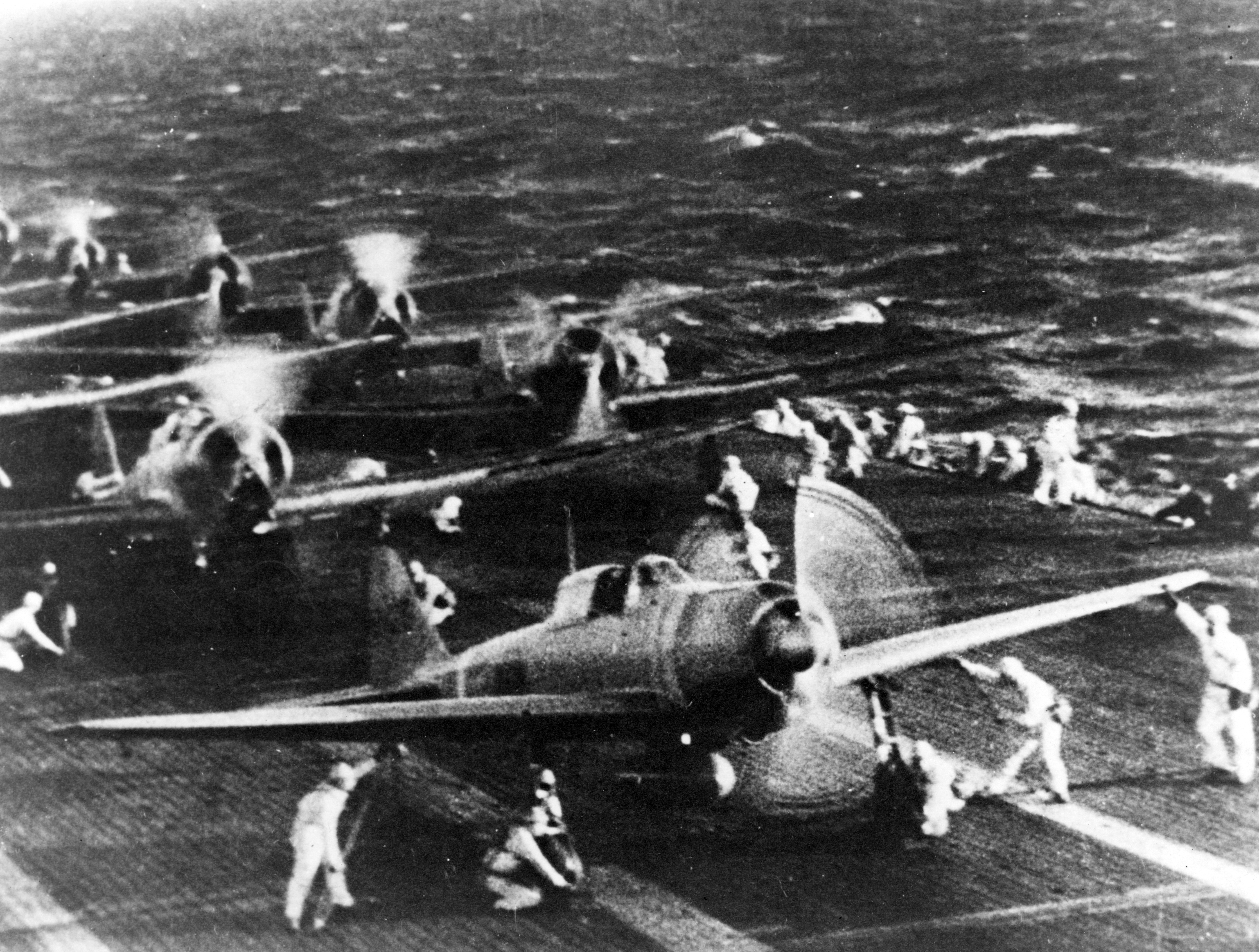
Экспансионистский национализм и милитаризм Японии во время Второй мировой. на фото — самолеты перед атакой на Перл-Харбор.

Экспансионистский национализм — агрессивная и радикальная форма национализма, которая включает автономные патриотические настроения с верой в экспансионизм. Термин был введен в конце XIX века, когда европейские государства участвовали в колониальном распределении Африки во имя национальной славы, но чаще всего ассоциируется с милитаристскими правительствами XX в., включая правительства нацистской Германии и Японской империи. Американское понятие, доктрина «Явное предначертание» ( англ . Manifest Destiny), также часто приводится в качестве примера.

## Идеология
Разница экспансионистского национализма от либерального в том, что первый принимает шовинизм, веру в превосходство или господство. Нации, таким образом, не считаются равными на свое право самоопределения, а некоторые страны, согласно точке зрения экспансионистских националистов, имеют характеристики и качества, которые делают их выше других. Поэтому экспансионистский национализм утверждает, что государство имеет право на увеличение своих границ за счет своих соседей.
С точки зрения агрессивности и типа действия экспансионистский национализм является высшей формой радикального национализма, что ставит его не на одну ступень с нацизмом.